# Kabinett Kiesinger
Das Kabinett Kiesinger war die vom 1. Dezember 1966 bis zum 22. Oktober 1969 amtierende deutsche Bundesregierung in der fünften Legislaturperiode. Sie war die erste große Koalition auf Bundesebene in der Bundesrepublik. Die SPD hatte zum ersten Mal seit 1930 wieder Regierungsverantwortung. Außenminister und Vizekanzler Willy Brandt war seit Februar 1964 auch SPD-Vorsitzender.

## Abstimmung im Bundestag
| Wahlgang                                                    | Kandidat        | Kandidat                   | Stimmen    | Stimmenzahl | Anteil | Koalitionspartei(en) | Koalitionspartei(en) | Koalitionspartei(en) | Koalitionspartei(en) |
| ----------------------------------------------------------- | --------------- | -------------------------- | ---------- | ----------- | ------ | -------------------- | -------------------- | -------------------- | -------------------- |
| 1. Wahlgang                                                 |                 | Kurt Georg Kiesinger (CDU) | Ja-Stimmen | 340         | 68,6 % |                      |                      |                      | CDU/CSU, SPD         |
| 1. Wahlgang                                                 | Nein-Stimmen    | Kurt Georg Kiesinger (CDU) | 109        | 22,0 %      |        |                      |                      |                      | CDU/CSU, SPD         |
| 1. Wahlgang                                                 | Enthaltungen    | Kurt Georg Kiesinger (CDU) | 23         | 4,6 %       |        |                      |                      |                      | CDU/CSU, SPD         |
| 1. Wahlgang                                                 | Ungültig        | Kurt Georg Kiesinger (CDU) | 1          | 0,2 %       |        |                      |                      |                      | CDU/CSU, SPD         |
| 1. Wahlgang                                                 | nicht abgegeben | Kurt Georg Kiesinger (CDU) | 23         | 4,6 %       |        |                      |                      |                      | CDU/CSU, SPD         |
| Damit wurde Kurt Georg Kiesinger zum Bundeskanzler gewählt. |                 |                            |            |             |        |                      |                      |                      |                      |

## Minister
| Amt oder Ressort                               | Bild                                             | Name                                                    | Partei | Partei                                      | Parlamentarische Staatssekretäre bzw. Staatsminister                                                    | Partei | Partei    |
| ---------------------------------------------- | ------------------------------------------------ | ------------------------------------------------------- | ------ | ------------------------------------------- | --- | ------ | --------- |
| Bundeskanzler                                  |                                                  | Kurt Georg Kiesinger (1904–1988)                        |        | CDU                                         | Karl Theodor Freiherr von und zu Guttenberg (1921–1972) ab 17. April 1967                               |        | CSU       |
| Stellvertreter des Bundeskanzlers Auswärtiges  |                                                  | Willy Brandt (1913–1992)                                |        | SPD                                         | Gerhard Jahn (1927–1998) ab 12. April 1967                                                              |        | SPD       |
| Inneres                                        |                                                  | Paul Lücke (1914–1976) bis 2. April 1968                |        | CDU                                         | Ernst Benda (1925–2009) 12. April 1967 bis 2. April 1968 Heinrich Köppler (1925–1980) ab 19. April 1968 |        | CDU       |
| Inneres                                        | Ernst Benda (1925–2009) ab 2. April 1968         |                                                         |        | CDU                                         | Ernst Benda (1925–2009) 12. April 1967 bis 2. April 1968 Heinrich Köppler (1925–1980) ab 19. April 1968 |        | CDU       |
| Justiz                                         |                                                  | Gustav Heinemann (1899–1976) bis 26. März 1969          |        | SPD                                         | |        |           |
| Justiz                                         | Horst Ehmke (1927–2017)                          |                                                         |        | SPD                                         | |        |           |
| Finanzen                                       |                                                  | Franz Josef Strauß (1915–1988)                          |        | CSU                                         | Albert Leicht (1922–1994) ab 12. April 1967                                                             |        | CDU       |
| Wirtschaft                                     |                                                  | Karl Schiller (1911–1994)                               |        | SPD                                         | Klaus Dieter Arndt (1927–1974) ab 12. April 1967                                                        |        | SPD       |
| Ernährung, Landwirtschaft und Forsten          |                                                  | Hermann Höcherl (1912–1989)                             |        | CSU                                         | |        |           |
| Arbeit und Sozialordnung                       |                                                  | Hans Katzer (1919–1996)                                 |        | CDU                                         | Ludwig Kattenstroth (1906–1971)                                                                         |        | CDU       |
| Verteidigung                                   |                                                  | Gerhard Schröder (1910–1989)                            | CDU    | Eduard Adorno (1920–2000) ab 19. April 1967 | | CDU    |           |
| Verkehr                                        |                                                  | Georg Leber (1920–2012)                                 |        | SPD                                         | Holger Börner (1931–2006) ab 12. April 1967                                                             |        | SPD       |
| Post- und Fernmeldewesen                       |                                                  | Werner Dollinger (1918–2008)                            |        | CSU                                         | |        |           |
| Wohnungswesen und Städtebau                    |                                                  | Lauritz Lauritzen (1910–1980)                           |        | SPD                                         | |        |           |
| Vertriebene, Flüchtlinge und Kriegsgeschädigte |                                                  | Kai-Uwe von Hassel (1913–1997) bis 5. Februar 1969      |        | CDU                                         | |        |           |
| Vertriebene, Flüchtlinge und Kriegsgeschädigte | Heinrich Windelen (1921–2015) ab 7. Februar 1969 |                                                         |        | CDU                                         | |        |           |
| Gesamtdeutsche Fragen                          |                                                  | Herbert Wehner (1906–1990)                              |        | SPD                                         | |        |           |
| Angelegenheiten des Bundesrates und der Länder |                                                  | Carlo Schmid (1896–1979)                                | SPD    |                                             | |        |           |
| Wissenschaftliche Forschung                    |                                                  | Gerhard Stoltenberg (1928–2001)                         |        | CDU                                         | Hans von Heppe (1907–1982)                                                                              |        | parteilos |
| Familie und Jugend                             |                                                  | Bruno Heck (1917–1989) bis 2. Oktober 1968              | CDU    |                                             | |        |           |
| Familie und Jugend                             | Aenne Brauksiepe (1912–1997) ab 16. Oktober 1968 |                                                         | CDU    |                                             | |        |           |
| Schatz                                         |                                                  | Kurt Schmücker (1919–1996)                              | CDU    |                                             | |        |           |
| Gesundheitswesen                               |                                                  | Käte Strobel (1907–1996)                                |        | SPD                                         | Ludwig von Manger-Koenig (1919–1983) ab 5. Januar 1967                                                  |        | SPD       |
| Wirtschaftliche Zusammenarbeit                 |                                                  | Hans-Jürgen Wischnewski (1922–2005) bis 2. Oktober 1968 | SPD    |                                             | |        |           |
| Wirtschaftliche Zusammenarbeit                 | Erhard Eppler (1926–2019) ab 16. Oktober 1968    |                                                         | SPD    |                                             | |        |           |

## Regierungsbildung nach dem Rücktritt Erhards
Nach der Bundestagswahl am 19. September 1965 hatten CDU, CSU und FDP zunächst die gemeinsame Regierung unter Bundeskanzler Ludwig Erhard fortgesetzt (Kabinett Erhard II). Ein Jahr später kulminierte eine Führungskrise in CDU und CSU-Bundestagsfraktion, ausgelöst unter anderem durch das schlechte Wahlergebnis der CDU bei der Landtagswahl in Nordrhein-Westfalen am 10. Juli 1966.
Die Union nominierte am 10. November 1966 Kurt Georg Kiesinger als neuen Kanzlerkandidaten. Nach dem Scheitern erneuter Koalitionsverhandlungen mit der FDP bildete sich eine Große Koalition; das Kabinett Kiesinger trat am 1. Dezember 1966 an.
Die SPD hätte auch mit der FDP im Bundestag eine Mehrheit gehabt (217 plus 50 Sitze; die Union hatte 251 Sitze). Teile der FDP lehnten dies aber ab. Daher hatte man in der SPD die Sorge, dass die knappe Mehrheit nicht reichen würde, Willy Brandt zum Bundeskanzler zu wählen.

## Fußnote
1. ↑  Weder Parlamentarische Staatssekretäre noch Staatsminister sind nach Art. 62 GG Teil der Bundesregierung.